# Il-Gudja
Il-Gudja – ou plus simplement Gudja – est une localité de Malte d'environ 3 000 habitants, située dans le sud est de Malte, lieu d'un conseil local (Kunsilli Lokali) compris dans la région (Reġjun) Xlokk.
La devise de Gudja est Pluribus Parens, ce qui signifie « Mère de plusieurs enfants ». Ces enfants sont Ħal Safi, Ħal Kirkop, Ħal Farruġ, Ħal Luqa, L-Imqabba et Ħal Tarxien, qui furent toutes jadis partie intégrante de la paroisse de Il-Gudja.

## Origine

### Toponymie
Gudja signifie une terre située sur un terrain plus élevé mais pas une colline, avec des périphéries approximativement rondes.

## Paroisse

### Églises
L'Église paroissiale de l'Assomption-de-la-Vierge-Marie est dédiée à l'Assomption de la Vierge Marie et c'est la seule de Malte avec un clocher à trois cloches. L'intérieur de l'église recèle de nombreux objets d'art. La peinture de l'Assomption de la Vierge fut faite par le peintre italien Pietro Gagliardi en 1887. Ce même Gagliardi fut commissionné pour peindre "Notre-Dame-du-Mont-Carmel" en 1889. Une autre peinture digne d'intérêt est "La Mort de saint Joseph", peinte par l'italien Domenico Bruschi en 1894. La sculpture la plus importante dans l'église a été faite de bois dur en 1807 par le sculpteur maltais Vincenzo Dimech.
D'autres édifices religieux se situent à Gudja :
- Église de l'Annonciation construite au milieu du XVIIIe siècle.
- Église Notre-Dame-de-Lorette construite au milieu du XVIe siècle.
- Chapelle Sainte-Marie (ou chapelle de Bir-Miftuħ) construite au début du XVe siècle.

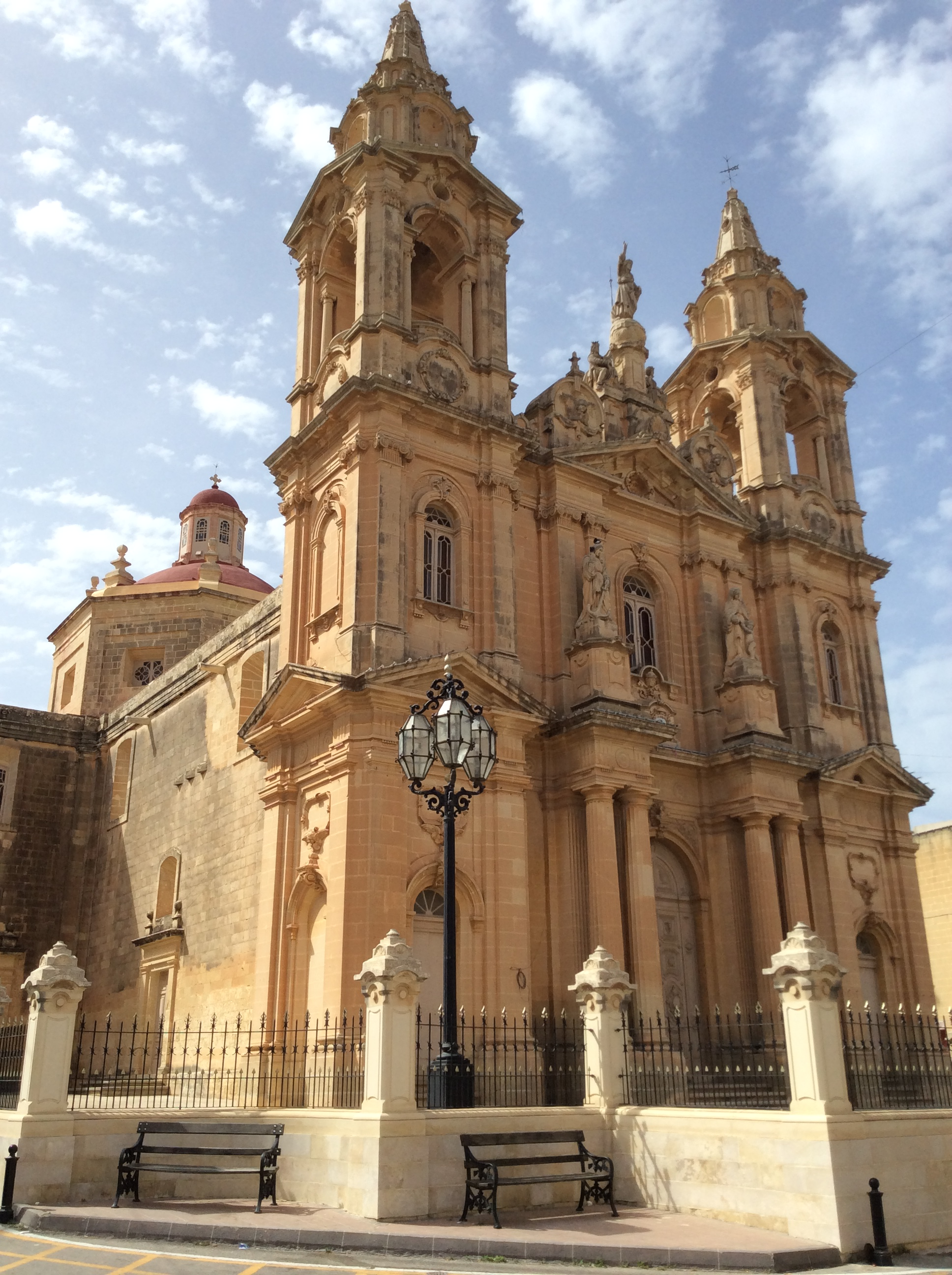
Eglise de l'Annonciation
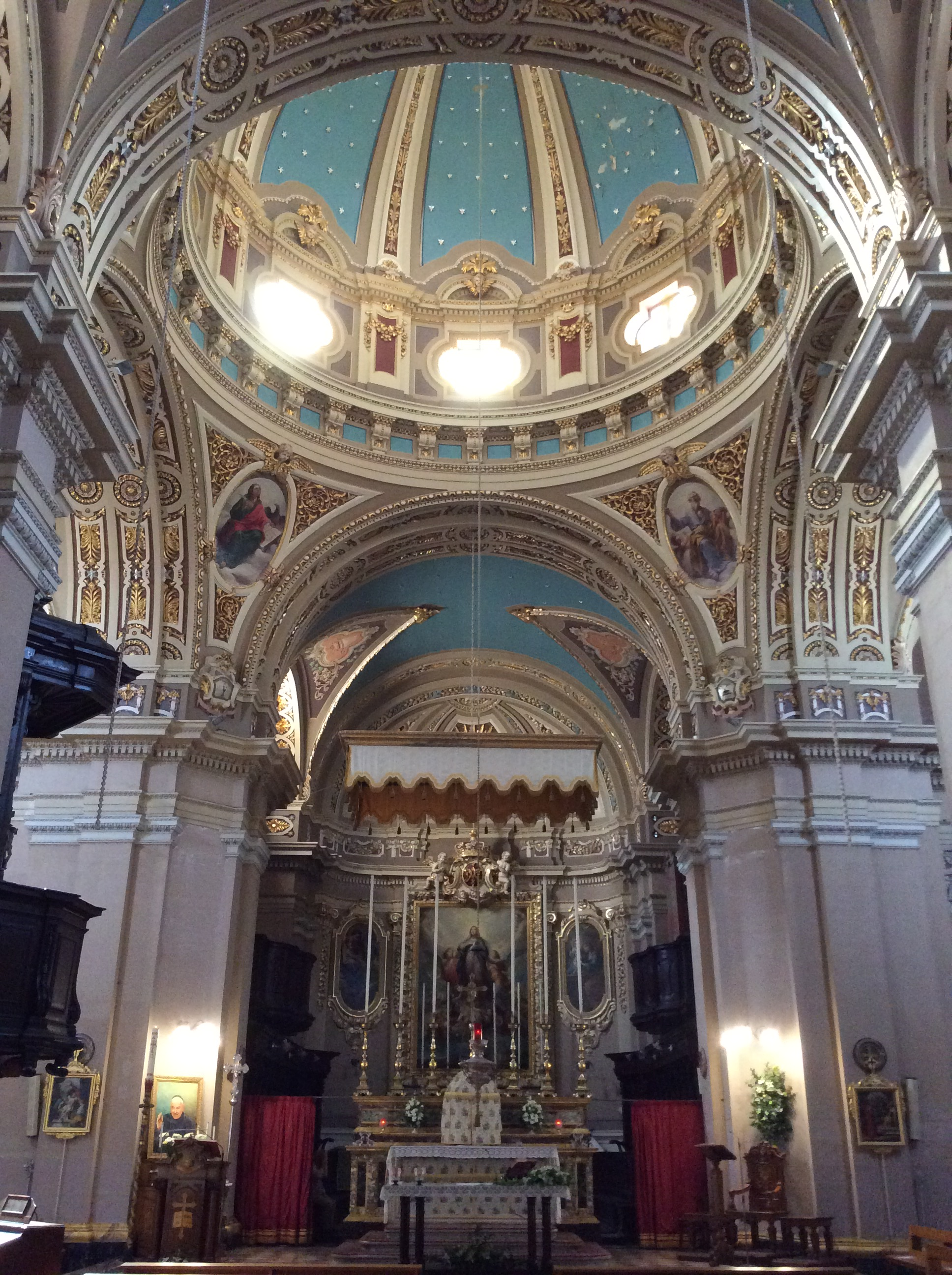
Intérieur de l'église de l'Annonciation
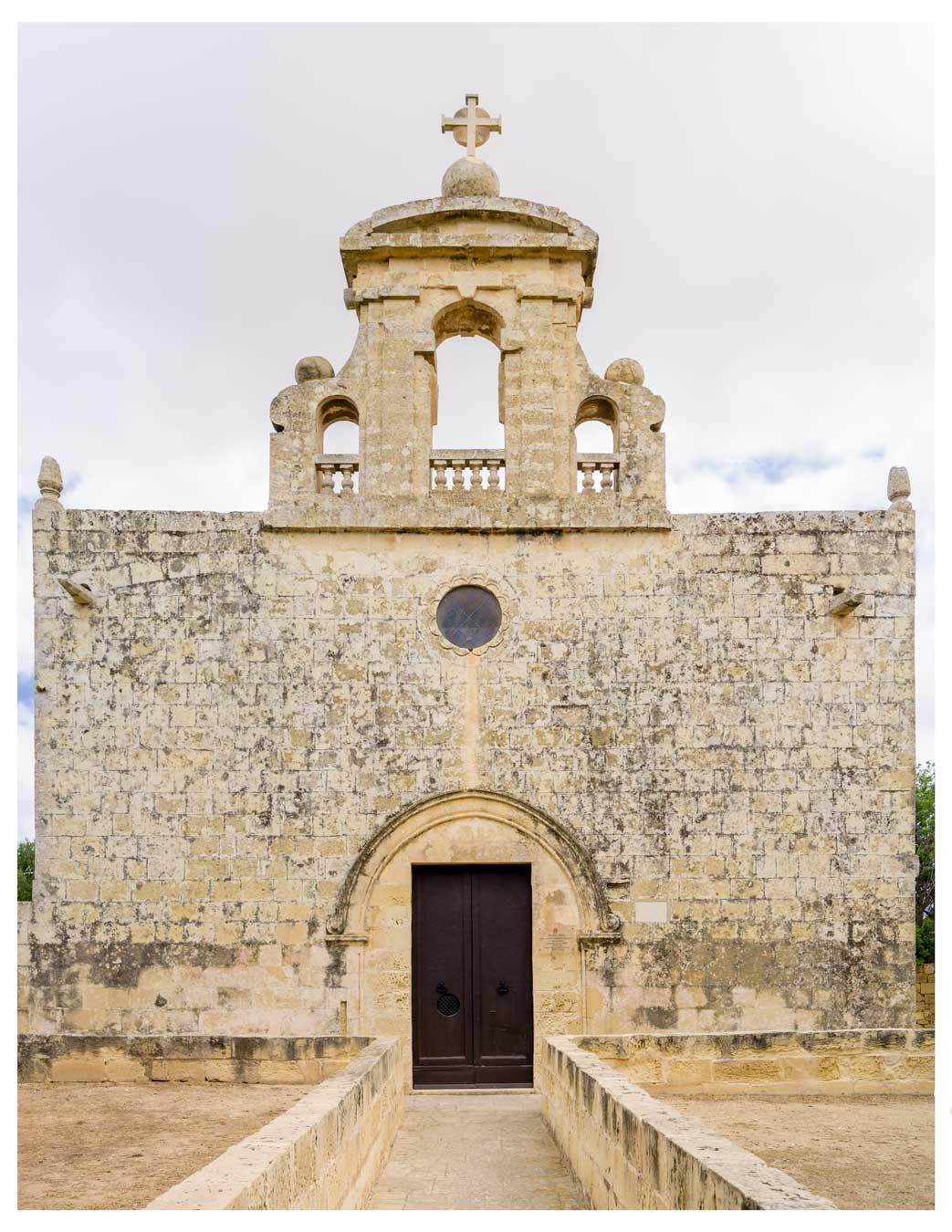
Chapelle Sainte-Marie

## Histoire
Gudja était habitée depuis la préhistoire, comme en témoigne le dolmen de Ta’ Għewra. D'autres vestiges préhistoriques se trouvent à Gudja, comme ceux à l'entrée près de l'aéroport international de Malte ainsi que les catacombes paléochrétiennes connues sous le nom de ta' Ħal Resqun qui datent de plus de 1 600 ans. Ils ont été fouillés à l'origine par Sir Temi Zammit en 1912 et n'ont été redécouverts qu'en 2006 par des agents de la Surintendance du patrimoine culturel près de l'aéroport international de Malte.

## Géographie
Situé sur une petite colline au sud de la capitale La Valette, Gudja surplombe l'aéroport international de Malte.
|      | Santa Luċija |        |
| Luqa | Il-Gudja     | Għaxaq |
|      | Luqa         |        |

## Patrimoine et culture
- Le Palazzo Bettina est réputé à tort avoir hébergé Bonaparte lors de son court séjour à Malte, à l'époque de la domination française.
- la chapelle Sainte-Marie de Gudja (ou chapelle de Bir-Miftuħ (puits ouvert)), chapelle vieille de 500 ans.

### Personnes notables
Gudja est la ville de naissance de Ġlormu Cassar, un architecte connu pour ses projets architecturaux d'envergure à l'époque de l'ordre de Saint-Jean de Jérusalem.

### Sport
Gudja United Football Club

## Sources
- (mt) Alfie Guillaumier, Bliet u Rħula Maltin (Villes et villages maltais), Klabb Kotba Maltin, Malte, 2005.
- (en) Juliet Rix, Malta and Gozo, Brad Travel Guide, Angleterre, 2013.
- Alain Blondy, Malte, Guides Arthaud, coll. Grands voyages, Paris, 1997.